# Chanda Rule

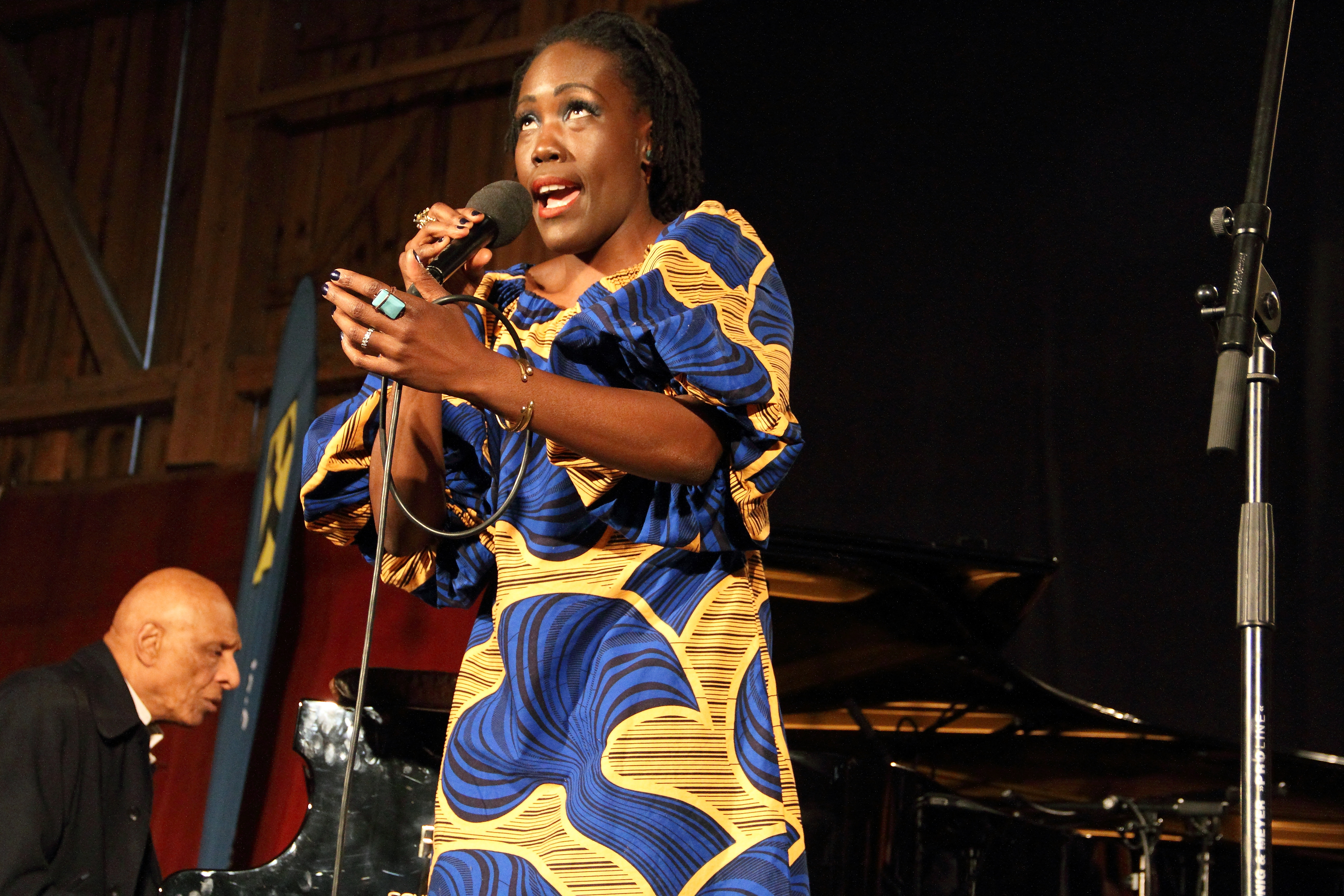
Chanda Rule beim INNtöne Jazzfestival 2018 (mit Kirk Lightsey)

Chanda Rule (* um 1975 in Chicago) ist eine amerikanische Jazz- und Gospelsängerin und Theologin.

## Leben und Wirken
Rule wuchs in einer Musikerfamilie auf. Ihre Mutter war Gospelsängerin. Bereits mit zwei Jahren hatte sie ihren ersten Auftritt. Sie sang die ganze Kindheit hindurch im Kirchenchor. Mit 17 Jahren zog sie nach Washington, D.C., mit 21 Jahren dann nach New York City, wo sie in der Werbebranche arbeitete. Dann arbeitete sie als Schauspielerin und begann wieder zu singen. Dort trat sie auch im Musical auf. 2005 entstand ihr Debütalbum Like Water. Im Programm Feeling Good: A Tribute to Nina Simone trat sie 2009 mit dem Saxophonisten Donny McCaslin auf.
In New York absolvierte sie ein Theologiestudium. Später zog sie nach Wien, wo sie mit ihrem Mann, dem Schlagzeuger Gernot Bernroider, und ihrem Sohn wohnt. Mit dem afrikanischen Vokal-Quintett Nobunut entstand das Album Afro-American Gospel. Gemeinsam mit der Sweet Emma Band um Paul Zauner veröffentlichte sie 2019 ihr Album Hold On bei PAO Records. Ihr Album Sapphire Dreams für dasselbe Label entstand mit dem Pianisten Kirk Lightsey. Hinzu kamen Auftritte als Sängerin bei ARTE Concert, Ö1 Jazznacht und ORF Dancing Stars.